# کارتون نتورک استودیوز
کارتون نتورک استودیوز (به انگلیسی: Studios Cartoon Network) یک استودیوی انیمیشن سازی آمریکایی است که متعلق به بخش Global Kids , Young Adults & Classics از شرکت برادران وارنر، یکی از شرکت‌های تابعه AT&T وارنر مدیا است. این استودیو که در بوربانک، کالیفرنیا واقع شده‌است، در درجه اول برنامه‌های انیمیشن و کوتاه را برای کارتون نت‌ورک تولید و توسعه می‌دهد. در دهه ۲۰۱۰، برنامه‌های آنها به شرکت‌های خواهرشان ادالت سویم و اچ‌بی‌او مکس گسترش یافت. این شرکت فقط یک فیلم با نمایش تئاتر به نام Powerpuff Girls Movie تولید کرده‌است که توسط کمپانی خواهر آن یعنی برادران وارنر پیکچرز توزیع شده‌است.